# Bhutanitis ludlowi
Bhutanitis ludlowi (denominada popularmente, em inglês, Ludlow's Bhutan swallowtail, mystical Bhutan glory ou Ludlow's Bhutan glory; na tradução para o português, rabo-de-andorinha do Butão de Ludlow, glória mística do Butão ou glória-do-Butão de Ludlow) é uma borboleta da região indo-malaia, pertencente à família Papilionidae e subfamília Parnassiinae, encontrada no noroeste do Butão (sua localidade tipo, no vale Trashiyangsi) e sudoeste da China (em Sichuan). Foi classificada por Gabriel, em 1942; assim denominada no texto "A new species of Bhutanitis (Lep. Papilionidae)" (uma nova espécie de Bhutanitis), publicado na The Entomologist 75 (página 189). Ela é estritamente aparentada com a impressionante borboleta denominada glória-do-Butão (Bhutanitis lidderdalii), da qual é a espécie mais similar em aspecto.

## Descoberta
A borboleta Bhutanitis ludlowi foi inicialmente descoberta entre 1933–1934 durante uma expedição botânica feita por Frank Ludlow e George Sheriff em Tobrang, parte superior do vale Trashiyangtse, Butão, e foi redescoberta após um lapso de 76 anos, em 2009, pelo silvicultor butanês Karma Wangdi.

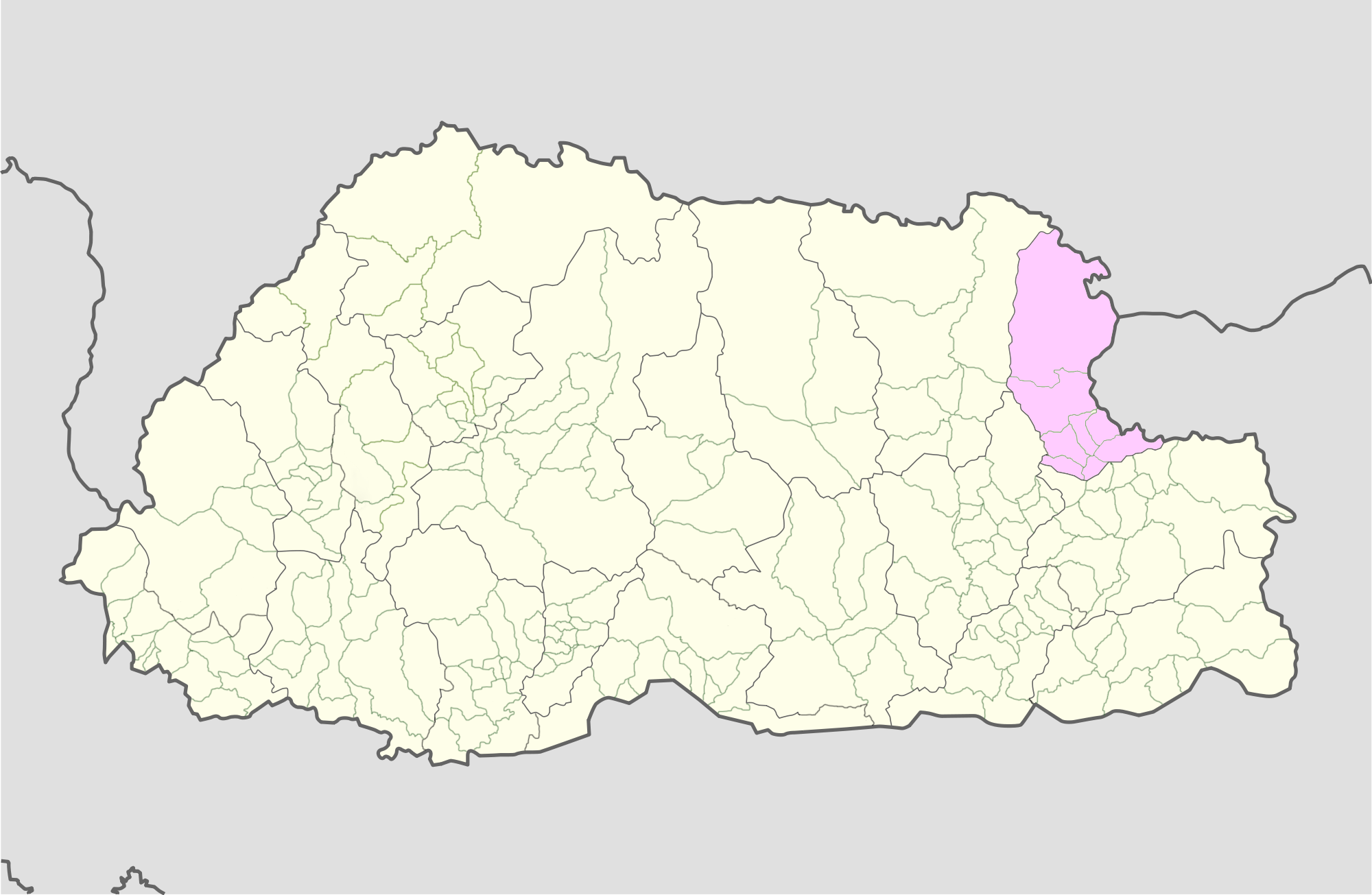
B. ludlowi foi no início encontrada em Trashiyangtse, no Butão (em rosa), entre 1933–1934, numa expedição botânica feita por Frank Ludlow e George Sheriff.

## Descrição
Esta borboleta, vista por cima, apresenta tom geral enegrecido, com fileiras de linhas claras, onduladas e características, nas asas anteriores e posteriores. No fim das asas posteriores existem manchas em vermelho, negro e azul, formando ocelos; além de apresentar uma série de quatro projeções, como caudas, em cada asa posterior. Sua diferenciação com relação à espécie Bhutanitis lidderdalii está relacionada a pequenos fatores, como asas anteriores mais engrossadas, a ausência de tonalidade de um intenso amarelo no final de suas asas posteriores e caudas mais engrossadas. Vista por baixo as suas asas contém uma área de intenso amarelo ao redor dos ocelos.

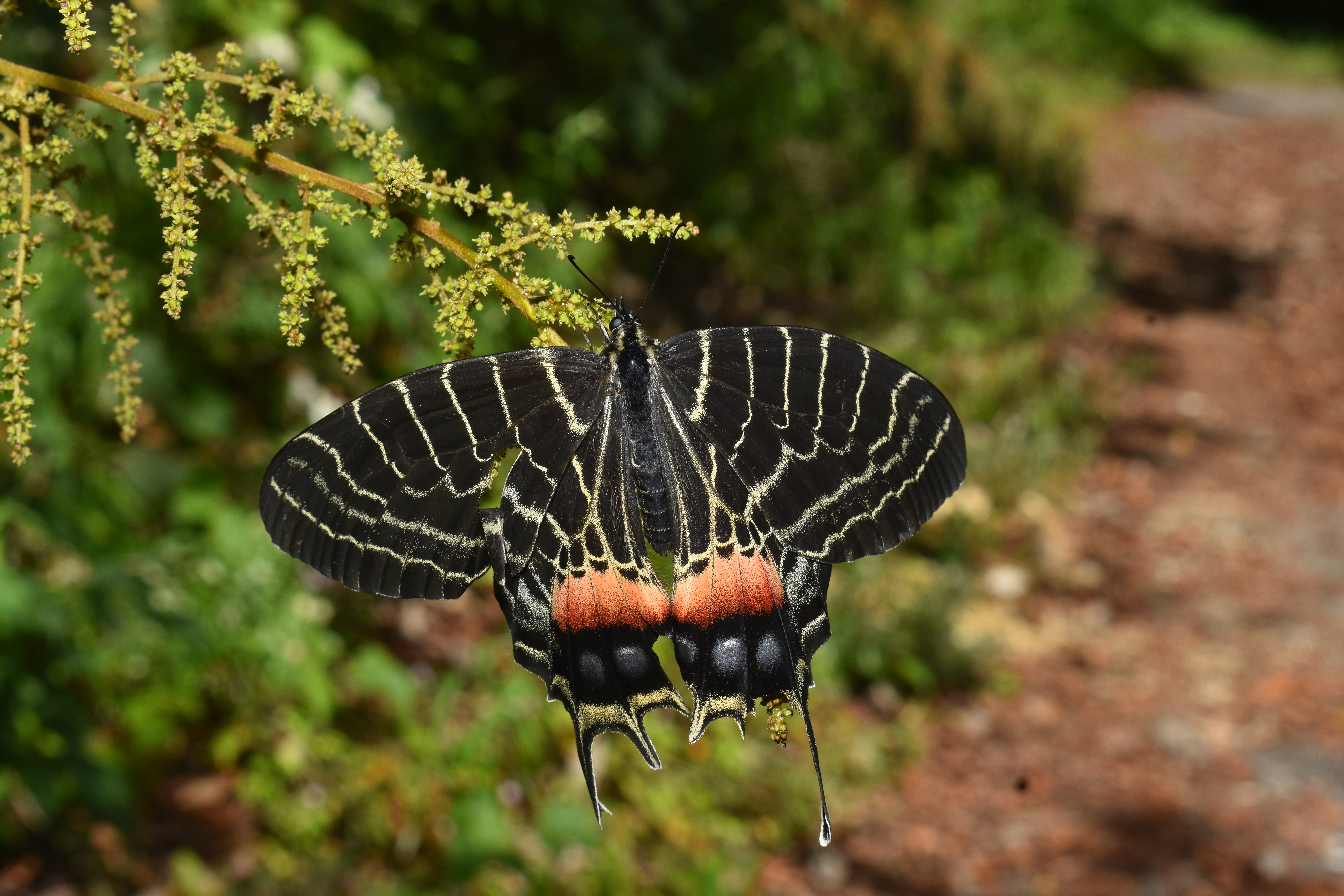
B. ludlowi pousada em seu habitat.

## Estado de conservação da espécie
Esta é considerada uma espécie em perigo pela União Internacional para a Conservação da Natureza desde 2019; por ter uma baixa extensão de ocorrência, de aproximadamente 47.000 Km², e por só existir em alguns locais; tendo uma área restrita de ocupação de aproximadamente 48 Km²; também listada por ser comercializada internacionalmente devido à sua raridade na natureza, sendo também espécie sujeita à perda e perturbação de habitat.